# Marzec 2018

## 30 marca
- 20 osób zginęło w pożarze autobusu w Tajlandii[1].
- 17 osób zginęło, a 36 zostało rannych w wypadku busa w prowincji Iğdır, na północnym wschodzie Turcji[2].

## 28 marca
- 68 osób zginęło w pożarze, do którego doszło w więzieniu w mieście Valencia w północnej Wenezueli[3].

## 26 marca
- Odbyły się wybory prezydenckie w Egipcie[4].
- W związku z otruciem Siergieja Skripala i jego córki wydalenie rosyjskich dyplomatów z kraju zapowiedziały: Ukraina, Stany Zjednoczone, Kanada, Albania, Macedonia, Islandia, Norwegia, Australia, a także ponad połowa państw Unii Europejskiej (Wielka Brytania, Norwegia, Finlandia, Estonia, Litwa, Łotwa, Polska, Czechy, Niemcy, Dania, Węgry, Rumunia, Chorwacja, Włochy, Holandia, Francja, Hiszpania)[5][6].

## 25 marca
- Na niemiecko-duńskim przejściu granicznym zatrzymano byłego prezydenta Katalonii Carlesa Puigdemonta, za którym wystawiono międzynarodowy nakaz aresztowania[7]. Jego aresztowanie sprowokowało masowe protesty na ulicach Katalonii, w których rannych zostało co najmniej 89 osób[8].
- W pożarze centrum handlowego w Kemerowie w Rosji zginęły co najmniej 64 osoby, w tym 9 dzieci[9].
- Reprezentant Polski Kamil Stoch zwyciężył w klasyfikacji generalnej Pucharu Świata w skokach narciarskich 2017/2018 wśród mężczyzn[10].
- Japończyk Akito Watabe triumfował w klasyfikacji generalnej pucharu świata w kombinacji norweskiej[11].
- Finka Kaisa Mäkäräinen i Francuz Martin Fourcade zwyciężyli w klasyfikacjach generalnych pucharu świata w biathlonie[12][13][14][15].

## 24 marca
- Protesty domagające się szerszej kontroli nad bronią przeszły przez Stany Zjednoczone, gromadząc kilkadziesiąt tysięcy ludzi[16].
- W zamachu bombowym na wojskowego Mostafę al-Nemra w Aleksandrii w Egipcie zginęły dwie osoby[17].

## 23 marca
- Co najmniej 13 osób zginęło, a 28 zostało rannych w pożarze, który wybuchł w wieżowcu w mieście Ho Chi Minh na południu Wietnamu[18].
- Po tym, jak samochód wjechał w tłum pod stadionem w Laszkargah w Pakistanie, a następnie eksplodował, zginęło 13 osób, a kilkadziesiąt zostało rannych[19].
- Zamach w Carcassonne i Trèbes we Francji[20].

## 22 marca
- Prezydent Słowacji Andrej Kiska powołał nowy gabinet pod przywództwem uprzedniego wicepremiera Petra Pellegriniego[21].

## 21 marca
- Mark Anthony Conditt, podejrzany o zorganizowanie serii wybuchów bomb w Austin w marcu 2018, wysadził swój samochód w powietrze podczas obławy policyjnej[22].
- Prezydent Mjanmy Htin Kyaw podał się do dymisji[23].
- Prezydent Peru Pedro Pablo Kuczynski podał się do dymisji po ujawnieniu korupcji przy głosowaniu nad jego impeachmentem[24].

## 20 marca
- Francuska policja zatrzymała byłego prezydenta Republiki Francuskiej Nicolasa Sarkozy'ego, w związku z podejrzeniem nielegalnego finansowania jego zwycięskiej kampanii wyborczej w 2007 roku. Przesłuchiwany w Nanterre Sarozy oskarżany był przez media o przyjęcie milionów euro od libijskiego dyktatora Mu’ammara al-Kaddafiego[25].

## 19 marca
- W Arizonie doszło do pierwszego w historii śmiertelnego potrącenia człowieka przez autonomiczny samochód[26].

## 18 marca
- Amerykanka Mikaela Shiffrin (wśród kobiet) i Austriak Marcel Hirscher (wśród mężczyzn) triumfowali w klasyfikacjach generalnych Pucharu Świata w narciarstwie alpejskim[27][28].
- Reprezentacji Norwegii: Heidi Weng i Johannes Høsflot Klæbo triumfowali w klasyfikacjach generalnych pucharu świata w biegach narciarskich[29][30].
- W wyborach prezydenckich w Rosji zwyciężył Władimir Putin[31].
- W klasyfikacjach generalnych pucharu świata w łyżwiarstwie szybkim triumfowali: Japonka Miho Takagi oraz Norweg Håvard Holmefjord Lorentzen[32][33].

## 17 marca
- W artykule w The Guardian ujawniono, że spółka Cambridge Analytica wykorzystywała dane 50 milionów użytkowników Facebooka bez wiedzy użytkowników i wpływała na głosowania, m.in. podczas referendum ws. Brexitu w 2016 roku[34][35]. W efekcie wartość Facebooka w ciągu ponad tygodnia spadła o 13,5%[36].

## 15 marca
- Premier Słowacji Robert Fico podał się do dymisji. Rezygnację przyjął prezydent kraju Andrej Kiska[37].
- Wskutek zawalenia się mostu w University Park i Sweetwater w stanie Floryda zginęło 6 osób, a 9 zostało rannych[38][39].

## 14 marca
- Angela Merkel została wybrana i zaprzysiężona na czwartą kadencję Kanclerz Republiki Federalny Niemiec. Za głosowało 364 deputowanych Bundestagu, przeciw było 315, a 9 wstrzymało się od głosu[40].
- Premier Słowenii Miro Cerar podał się do dymisji[41].

## 13 marca
- Donald Trump poinformował o dymisji Sekretarza stanu w swoim gabinecie, Reksa Tillersona, który złoży urząd z końcem miesiąca. Na nowego sekretarza stanu zaproponował pełniącego funkcję dyrektora Centralnej Agencji Wywiadowczej Mike'a Pompeo. Na nową dyrektor CIA prezydent Trump zaproponował zastępczynię Pompeo Ginę Haspel, która może zostać pierwsza kobietą na tym stanowisku[42][43][44].
- W wyborach parlamentarnych w Grenadzie zwyciężyła Nowa Partia Narodowa. Ugrupowanie aktualnego premiera kraju – Keitha Mitchella zdobyło wszystkie 15 mandatów w Izbie Reprezentantów[45].

## 12 marca
- Brytyjska premier Theresa May oświadczyła, że "wysoce prawdopodobne" jest, iż to Federacja Rosyjska odpowiada za atak w Salisbury na byłego rosyjskiego szpiega, pułkownika Siergieja Skripala i zażądała wiarygodnej odpowiedzi od rosyjskiego rządu do końca 13 marca[46].
- 51 osób zginęło w katastrofie banglijskiego samolotu pasażerskiego Bombardier Dash 8-Q400, który rozbił się podczas lądowania na lotnisku w stolicy Nepalu, Katmandu[47].

## 11 marca
- Japonka Miho Takagi i Holender Patrick Roest triumfowali w rozegranych w Amsterdamie mistrzostwach świata w łyżwiarstwie szybkim w wieloboju[48][49].
- W wyniku katastrofy tureckiego samolotu Bombardier CL604, który rozbił się w niedzielę w Iranie podczas ulewnego deszczu, zginęło 8 pasażerów i 3 członków załogi[50].

## 9 marca
- W Pjongczangu otwarto XII Zimowe Igrzyska Paraolimpijskie[51][52].

## 8 marca
- Prezydent USA Donald Trump zadecydował o wprowadzeniu z terminem 15-dniowym 25% ceł importowych na stal i 10% na aluminium. Decyzję skrytykowali partnerzy handlowi USA już wcześniej zapowiadając retorsje. Głównym celem nowych barier miała być Chińska Republika Ludowa, z nowych ceł zwolniono import z krajów NAFTA[53][54][55].

## 7 marca
- 6 osób zginęło w katastrofie rosyjskiego śmigłowca Mi-8 w Czeczenii w wąwozie Hanguhoj w rejonie itum-kalińskim[56][57].

## 6 marca
- W katastrofie rosyjskiego samolotu transportowego An-26 w bazie lotniczej Hmejmim w Syrii zginęło 39 osób[58].

## 4 marca
- W wyborach parlamentarnych we Włoszech najwięcej głosów zdobyły: jako koalicja, centroprawicowy sojusz złożony m.in. z Ligi Północnej i Forza Italia, a jako pojedyncza partia niezależny Ruch Pięciu Gwiazd[59][60].
- Członkowie Socjaldemokratycznej Partii Niemiec w głosowaniu opowiedzieli się za wejściem ich partii do wielkiej koalicji z chadekami z CDU i CSU. Koalicję poparło 66% głosujących przy 78% frekwencji, uprawnionych do wzięcia udziału było 463 tys. 723 członków[61].
- Holenderka Jorien ter Mors i Norweg Håvard Holmefjord Lorentzen triumfowali w, rozegranych w chińskim Changchun, mistrzostwach świata w łyżwiarstwie szybkim w wieloboju sprinterskim[62][63].
- Zakończyły się, rozgrywane w Birmingham, halowe mistrzostwa świata w lekkoatletyce[64].
- W wyniku wybuchu gazu i zawalenia się kamienicy w Poznaniu zginęło 5 osób, a ponad 20 zostało rannych[65].
- W Hollywood odbyła się 90. ceremonia wręczenia Oscarów. Nagrodę dla najlepszego filmu otrzymał Kształt wody w reżyserii Guillermo del Toro; za najlepszych aktorów pierwszoplanowych uznano Gary'ego Oldmana i Frances McDormand[66].

## 2 marca
- Co najmniej 24 osoby poniosły śmierć w wyniku pożaru drewnianego budynku centrum leczenia narkomanii w Baku. Ofiarami są głównie pacjenci, którzy byli przywiązani do łóżek[67].

## 1 marca
- Tapio Luoma został wybrany podczas Synodu Kościoła nowym arcybiskupem Turku i zwierzchnikiem Ewangelicko-Luterańskiego Kościoła Finlandii[68].